# Aleiodes caboverdensis
Aleiodes caboverdensis är en stekelart som först beskrevs av Karl-Johan Hedqvist 1965.  Aleiodes caboverdensis ingår i släktet Aleiodes och familjen bracksteklar. Inga underarter finns listade i Catalogue of Life.